# Arthur Hugh Clough
Arthur Hugh Clough (ur. 1 stycznia 1819 w Liverpoolu, zm. 13 listopada 1861 we Florencji) – angielski poeta.
Był utalentowanym lirykiem dającym w swej twórczości świadectwo niepewności i religijnych rozterek czasów wczesno-wiktoriańskich, a także poszukiwań trwałych wartości moralno-etycznych. Był autorem poematu narracyjnego pisanego heksametrem The Bothie of Tober-na-Vuolich (1848), epistolarnej powieści wierszem Ambarvailia (1849) oraz niedokończonego poematu faustowskiego Dipsychus (1869).
Pochowany na Cimitero degli Inglesi we Florencji.
W ironicznym wierszu The Latest Decalogue (Ostatni dekalog) wypunktował charakterystyczny dla społeczeństwa kapitalistycznego zanik wartości moralnych i kult zysku i pieniądza:
Thou shalt have one God only; who
Would be at the expense of two?

No graven images may be
Worshipp'd, except the currency: